# Basti (stolica tytularna)
Basti (łac. Dioecesis Basticensis) – stolica historycznej diecezji w Hiszpanii, w Andaluzji, sufragania metropolii Toledo. Współczesne miasto Baza.
Erygowana prawdopodobnie w III wieku, zniesiona w X wieku.
Obecnie katolickie biskupstwo tytularne ustanowione przez Pawła VI w 1969.

## Biskupi tytularni
| Lp. | Biskup                    | Funkcja                                         | Od               | Do                |
| --- | ------------------------- | ----------------------------------------------- | ---------------- | ----------------- |
| 1   | Martien Antoon Jansen     | emerytowany biskup Rotterdamu (Holandia)        | 2 stycznia 1970  | 29 listopada 1970 |
| 2   | Sándor Klempa             | administrator apostolski Veszprém (Węgry)       | 8 lutego 1972    | 19 grudnia 1985   |
| 3   | Mario Lezana Vaca         | ordynariusz polowy Boliwii                      | 17 maja 1986     | 7 marca 1998      |
| 4   | Jesús García Burillo      | biskup pomocniczy Orihuela-Alicante (Hiszpania) | 19 czerwca 1998  | 9 stycznia 2003   |
| 5   | Antonio Marino            | biskup pomocniczy La Platy (Argentyna)          | 11 kwietnia 2003 | 6 kwietnia 2011   |
| 6   | David William Antonio     | biskup pomocniczy Nueva Segovia (Filipiny)      | 15 czerwca 2011  | 14 listopada 2018 |
| 7   | Joseba Segura Etxezarraga | biskup pomocniczy Bilbao (Hiszpania)            | 12 lutego 2019   | 11 kwietnia 2021  |
| 8   | Benedek Szabolcs Fekete   | biskup pomocniczy Szombathely (Węgry)           | 11 marca 2022    |                   |